# تپه مرغی
تپه مرغی مربوط به سدهٔ ۵ و ۶ ه.ق است و در شهرستان شمیرانات، بخش لواسانات، روستای راحت آباد واقع شده و این اثر در تاریخ ۱ مهر ۱۳۸۲ با شمارهٔ ثبت ۱۰۳۸۸ به‌عنوان یکی از آثار ملی ایران به ثبت رسیده است.